# Joel Hasselman
Joel Hasselman (* 16. Juli 1993) ist ein neuseeländischer Eishockeytorwart, der seit 2018 für die Mannschaft der Skycity Stampede in der New Zealand Ice Hockey League spielt.

## Karriere
Joel Hasselman begann seine Karriere bei den Piikani Regulators, für die er in der Ranchland Hockey League, einer unterklassigen kanadischen Liga spielte. 2019 schloss er sich der Skycity Stampede aus der New Zealand Ice Hockey League an. In der Spielzeit 2023 wurde er zum besten Torhüter der Liga gewählt und mit seiner Mannschaft Neuseeländischer Meister.

### International
Für Neuseeland spielte Hasselman erstmals bei der Weltmeisterschaft 2023 in der Division II, als er die zweitbeste Fangquote hinter Mate Krešimir Tomljenović, der für die Vereinigten Arabischen Emirate spielte, erreichte. Dort gehörte er auch 2024 zum neuseeländischen Kader.

## Erfolge und Auszeichnungen
- 2023 Neuseeländischer Meister mit der Skycity Stampede
- 2023 Bester Torhüter der New Zealand Ice Hockey League